# Eloy Suárez
Eloy Vicente Suárez Lamata (Tudela, Navarra, 8 de febrero de 1962) es un político español que actualmente ejerce como senador en las Cortes Generales designado por las Cortes de Aragón. Fue portavoz del Partido Popular en el Ayuntamiento de Zaragoza entre los años 2011 y 2016.

## Formación
Hijo del veterinario de Alcubierre, pueblo en el que vivió hasta los ocho años. Nació en Tudela ya que sus padres se encontraban en Alfaro, de donde era la familia materna, cuando le sobrevino el parto, teniendo que ir al hospital más cercano. 
Licenciado en Derecho por la Universidad de Zaragoza, posee diplomas de especialización en contabilidad y auditoría de administraciones públicas, en Derecho agrario y curso de especialización en Liderazgo y Gestión Pública del IESE. Ha colaborado en despachos de abogados y es funcionario de habilitación nacional.

## Política
En el Partido Popular ha sido coordinador adjunto al presidente provincial de Huesca, vicesecretario de organización del Partido Popular de Aragón y coordinador adjunto al presidente regional. Ha sido diputado a Cortes de Aragón en la VI y VII legislatura.
En diciembre de 2010 es elegido candidato del PP a la alcaldía del Ayuntamiento de Zaragoza. En las elecciones municipales del 22 de mayo de 2011 para el consitorio de la capital aragonesa, el Partido Popular venció por 131.350 votos (41,26%) y consiguió 15 concejales, a pesar de su victoria, el PSOE, CHA e IU pactaron y con sus 16 concejales lograban la mayoría absoluta lo que permitió a Juan Alberto Belloch seguir siendo el alcalde.
El 14 de febrero de 2015, el comité electoral nacional del PP ratificó a Suárez como candidato del partido a la alcaldía.
El día 24 de mayo de ese mismo año, se celebraron las elecciones municipales en la capital de Aragón en las que como sucedió cuatro años antes el Partido Popular volvió a ser la fuerza más votada con 87.554 votos (26,88%) y obteniendo diez concejales, cinco menos que en los anteriores comicios de 2011. El Partido Popular sólo fue la fuerza más votada en dos de sus feudos; Centro y Universidad (A pesar de ello tuvo una bajada de 15 y 17 puntos porcentuales respectivamente comparadas con las anteriores elecciones municipales) además de en los distritos de Delicias, San José y los barrios rurales.
A pesar de volver a ganar por segunda vez las elecciones e incluso de haberle ofrecido la alcaldía al candidato socialista Carlos Pérez Anadón en un acuerdo de gobernabilidad «sin límites» entre el PP y el PSOE para la legislatura que se avecinaba, el 13 de junio fue investido nuevo alcalde de la ciudad el candidato por Zaragoza en Común, Pedro Santisteve con los votos a favor de su partido, PSOE y CHA, relevando al Partido Popular como principal partido de la oposición en el Consistorio zaragozano.
En las elecciones generales del 20 de diciembre de 2015, Eloy Suárez resultó elegido diputado por la circunscripción electoral de Zaragoza (del que era cabeza de lista) para la XI legislatura.
El 1 de febrero de 2016, Eloy Suárez anunció su renuncia a su cargo de portavoz del Partido Popular y de su acta de concejal en el Ayuntamiento de Zaragoza. Fue sustituido por Jorge Azcón como portavoz de su partido en el Consistorio de la capital aragonesa.
Suárez fue designado portavoz del Partido Popular en la Comisión de Reglamento del Congreso, ocupación que apenas pudo ejercer ya que el 3 de mayo de 2016, el rey Felipe VI —por primera vez en la historia de la democracia— disolvió la Legislatura tras no conseguir que ningún candidato tuviera el respaldo de la Cámara para ser investido presidente del Gobierno. A continuación, el rey firmó el decreto de disolución de las Cortes y la convocatoria de unas nuevas elecciones generales, que se celebraron el 26 de junio de ese mismo año. Eloy Suárez volvió a ser elegido cabeza de lista por la provincia de Zaragoza por el PP-PAR y volvió a revalidar su cargo de diputado. Tras tomar posesión como diputado en el Congreso, Suárez y la diputada socialista por la Provincia de Zaragoza, Susana Sumelzo fueron la única presencia aragonesa que estarían en la Diputación Permanente aunque en calidad de suplentes.
El 23 de noviembre de ese mismo año, el grupo del Partido Popular le otorgó a Suárez la presidencia de la Comisión Mixta (Congreso-Senado) de Relaciones con el Tribunal de Cuentas. Tras ser reelegido en las elecciones de 2019, fue nombrado presidente de la Comisión de Hacienda.